# سفارة أوكرانيا في شمال مقدونيا
سفارة أوكرانيا في شمال مقدونيا هي أرفع تمثيل دبلوماسي لدولة أوكرانيا لدى شمال مقدونيا. تقع السفارة في إسكوبية وهي تهدف لتعزيز المصالح الأوكرانية في شمال مقدونيا.

## وصلات خارجية
- الموقع الرسمي
- قائمة سفارات أوكرانيا
- قائمة السفارات في شمال مقدونيا